# Cuntis
Cuntis là một đô thị trong tỉnh Pontevedra, Galicia, Tây Ban Nha.
42°38′B 8°33′T / 42,633°B 8,55°T